# Conan Lord le pique-nique du crocodile
Le Pique-nique du crocodile est un roman policier français de Serge Brussolo, paru en 1995.

## Résumé
Le cambrioleur Conan Lord mène une difficile enquête dans les régions marécageuses de Floride.

## Éditions
- Librairie des Champs-Élysées, coll. « Le Masque » no 2251, 1995  (ISBN 2-7024-2616-6)
- Librairie des Champs-Élysées, coll. « Club des Masques » no 647, 1998  (ISBN 2-7024-9119-7)
- Dans le volume omnibus Serge Brussolo 2, Éditions du Masque, 2001  (ISBN 2-7024-3053-8)
- Hachette jeunesse, coll. « Le Livre de poche. Jeunesse. Policier », 2002  (ISBN 2-01-321951-2)